# Royal Entomological Society of London
Royal Entomological Society (w latach 1833–1933 Entomological Society of London, w latach 1933–1991 Royal Entomological Society of London ) – towarzystwo naukowe zajmujące się badaniem owadów, z siedzibą w Londynie. Odgrywa główną krajową (w Wielkiej Brytanii) i międzynarodową rolę w rozpowszechnianiu informacji na temat owadów oraz w rozwijaniu komunikacji pomiędzy entomologami.
Towarzystwo zostało założone w 1833 roku jako Entomological Society of London. Miało wielu poprzedników począwszy od Society of Entomologists of London.

## Historia
Idea założenia towarzystwa pojawiła się na spotkaniu „dżentelmenów i przyjaciół entomologii”, które miało miejsce 3 maja 1833 w British Museum, w biurze Johna George’a Childrena (1777–1852), kierownika działu zoologicznego muzeum . W spotkaniu uczestniczyli entomolog Frederick William Hope (1797–1862), zoolog George Robert Gray (1808–1872), botanik Cardale Babington (1808–1895), zoolog William Yarrell (1784–1856), zoolog John Edward Gray (1800–1875), entomolog James Francis Stephens (1792–1852), entomolog George Thomas Rudd (1795–1847) i amerykański przyrodnik, Thomas Horsfield (1773–1859) . Odczytano listy Adriana Hawortha, George’a Bennetta i Johna Curtisa, w których wyrazili ubolewanie, że nie mogą uczestniczyć w spotkaniu.
Zdecydowano wówczas o powołaniu do życia towarzystwa celem promocji entomologii i nazwaniu go Entomological Society of London . Wcześniejsze towarzystwa entomologiczne, powstające od 1745 roku, miały charakter tymczasowy.
J.G. Children, F.W. Hope, J.F. Stephens, W. Yarrell i G. T. Rudd zostali powołani na członków komitetu, z G.R. Gray jako jego sekretarzem. J.G. Children został pierwszym prezydentem towarzystwa. William Kirby (1759–1850) został mianowany dożywotnio jego honorowym członkiem. Bardziej prawdopodobną datą powstania towarzystwa jest 22 maja 1833, kiedy to członkowie spotkali się w Thatched House Tavern na St James’s Street. Podczas spotkania George Robert Waterhouse (1810–1888) został wybrany na kuratora zbioru owadów. Również na tym spotkaniu wybrano zagranicznych członków honorowych: Johann Cristoph Friedrich Klug (1775–1856), Wilhem de Haan (1801–1855), Victor Audouin (1797–1841), Johann Ludwig Christian Gravenhorst (1777–1857), Christian Rudolph Wilhelm Wiedemann (1770–1840), Carl Eduard Hammerschmidt (1800–1874) and Alexandre Louis Lefèbvre de Cérisy (1798–1867), którzy mieli za zadanie utrzymywać kontakty z entomologami z kontynentalnej Europy.
Towarzystwo rozpoczęło budowę zbioru bibliotecznego, którego początkową częścią był prywatna biblioteka Adriana Hardy’ego Hawortha (1767–1833), zakupiona przez Johna Obadiaha Westwooda (1805–1893) w imieniu Towarzystwa. Wzbogacono także kolekcję owadów. We wrześniu 1834 roku Towarzystwo liczyło 117 członków honorowych i 10 pełnych członków. Kobiety zostały dopuszczone do członkostwa i korzyści płynących z tego tytułu na takich samych prawach jak mężczyźni . Publikację czasopisma Towarzystwa rozpoczęto w listopadzie 1834 pod tytułem „Transactions of Entomological Society of London” .
W 1885 roku królowa Wiktoria (1819–1901) nadała towarzystwu Charter of incorporation . W 1933 roku król Jerzy V (1865–1936) nadał organizacji status królewski, co odzwierciedlono w nazwie zmienionej na Royal Entomological Society of London . W 1991 roku nazwę zmieniono na Royal Entomological Society .  

## Prezydenci
Prezydenci Entomological Society of London w latach 1833–1933:
- 1833–1834 – John George Children (1777–1852)
- 1835–1836 – Frederick William Hope (1797–1862)
- 1837–1838 – James Francis Stephens (1792–1852)
- 1839–1840 – Frederick William Hope (1797–1862)
- 1841–1842 – William Wilson Saunders (1809–1879)
- 1843–1844 – George Newport (1803–1854)
- 1845–1846 – Frederick William Hope (1797–1862)
- 1847–1848 – William Spence (1783–1860)
- 1849–1850 – George Robert Waterhouse (1810–1888)
- 1852–1853 – John Obadiah Westwood (1805–1893)
- 1853–1854 – Edward Newman (1801–1876)
- 1855–1856 – John Curtis (1791–1862)
- 1856–1857 – William Wilson Saunders (1809–1879)
- 1858–1859 – John Edward Gray (1800–1875)
- 1860–1861 – John William Douglas (1814–1905)
- 1862–1863 – Frederick Smith (1805–1879)
- 1864–1865 – Francis Polkinghorne Pascoe (1813–1893)
- 1866–1867 – John Lubbock, 1. baron Avebury (1834–1913)
- 1868–1869 – Henry Walter Bates (1825–1892)
- 1870–1871 – Alfred Russel Wallace (1823–1913)
- 1874–1875 – William Wilson Saunders (1809–1879)
- 1878    – Henry Walter Bates (1825–1892)
- 1879–1880 – John Lubbock, 1. baron Avebury (1834–1913)
- 1881–1882 – Henry Tibbats Stainton (1822–1892)
- 1883–1884 – Joseph William Dunning (1833–1897)
- 1885–1886 – Robert Mac Lachlan (1837–1904)
- 1887–1888 – David Sharp (1840–1922)
- 1889–1890 – Lord Thomas de Grey Walsingham (1843–1919)
- 1891–1892 – Frederick DuCane Godman (1834–1919)
- 1893–1894 – Henry John Elwes (1846–1922)
- 1895–1896 – Raphael Meldola (1849–1915)
- 1897–1898 – Roland Trimen (1840–1916)
- 1899–1900 – George Henry Verrall (1848–1911)
- 1901–1902 – William Weekes Fowler (1849–1923)
- 1903–1904 – Edward Bagnall Poulton (1856–1943)
- 1905–1906 – Frederick Merrifield (1831–1924)
- 1907–1908 – Charles Owen Waterhouse (1843–1917)
- 1909–1910 – Frederick Augustus Dixey (1855–1935)
- 1911–1912 – Francis David Morice (1849–1926)
- 1913–1914 – George Thomas Bethune-Baker (1857–1944)
- 1915–1916 – Nathaniel Charles Rothschild (1877–1923)
- 1917–1918 – Charles Joseph Gahan (1862–1939)
- 1919–1920 – James John Walker (1851–1939)
- 1921–1922 – Lionel Walter Rothschild (1868–1937)
- 1923–1924 – Edward Ernest Green (1861–1949)
- 1927–1928 – James Edward Collin (1876–1968)
- 1929–1930 – Karl Hermann Christian Jordan (1888–1972)
- 1931–1932 – Harry Eltringham (1873–1941)

## Członkowie
- Alexander Henry Haliday
- John Curtis
- Francis Walker
- Robert Mac Lachlan
- Charles Darwin
- Miriam Louisa Rothschild
- Victor Antoine Signoret
- Carl August Dohrn
- Claude Morley
- Carl Barton Huffaker
- Doug Waterhouse
- Charles Thomas Bingham
- William Chapman Hewitson
- Charles Golding Barrett
- Henry Rowland-Brown
- Cynthia Longfield
- John Henry Leech
- Sergiej Alferaki